# Список дипломатических миссий Республики Кипр

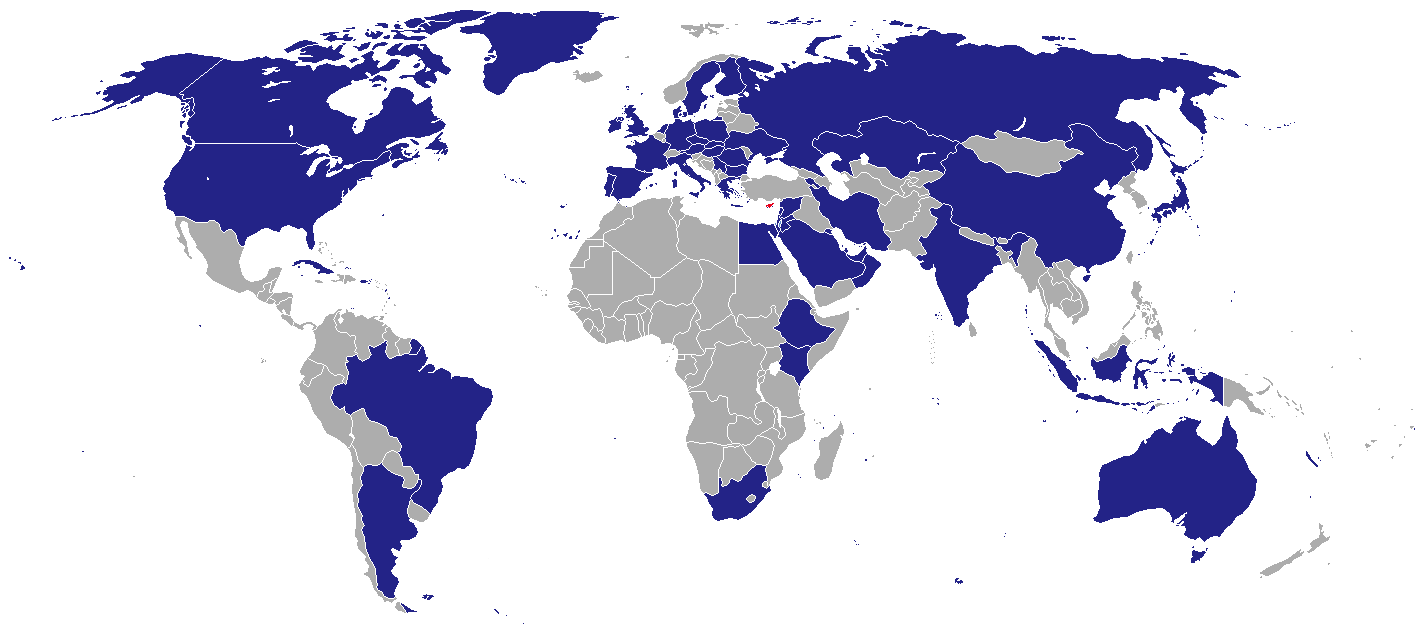
Дипломатические миссии Республики Кипр

Список дипломатических миссий Республики Кипр — перечень дипломатических миссий (посольств) и генеральных консульств Республики Кипр в странах мира (не включает почётных консульств).

## Европа
- Австрия
  - Вена (посольство)
- Бельгия
  - Брюссель (посольство)
- Болгария
  - София (посольство)
- Ватикан
  - Рим (посольство)
- Великобритания

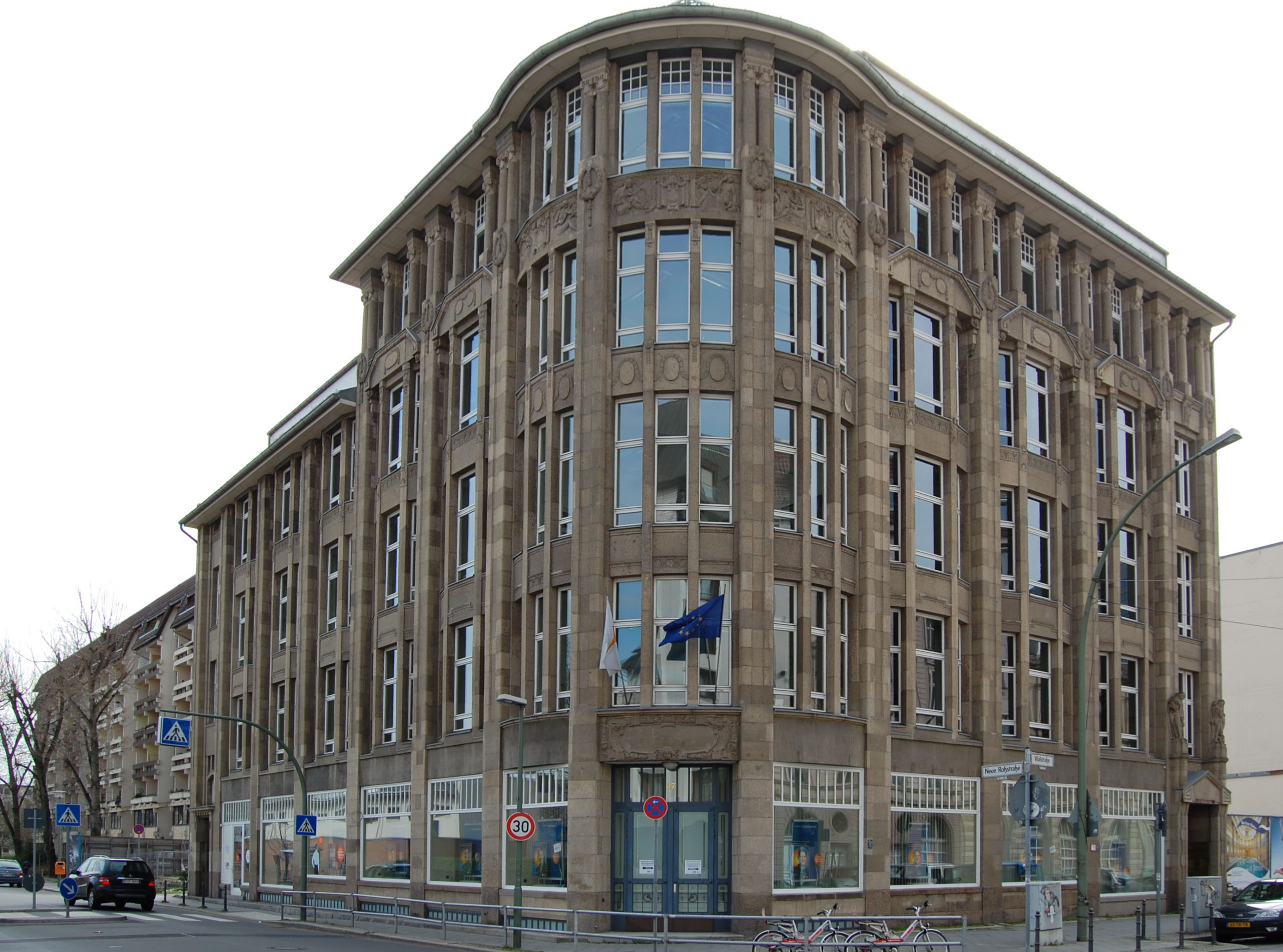
Посольство Кипра в Берлине

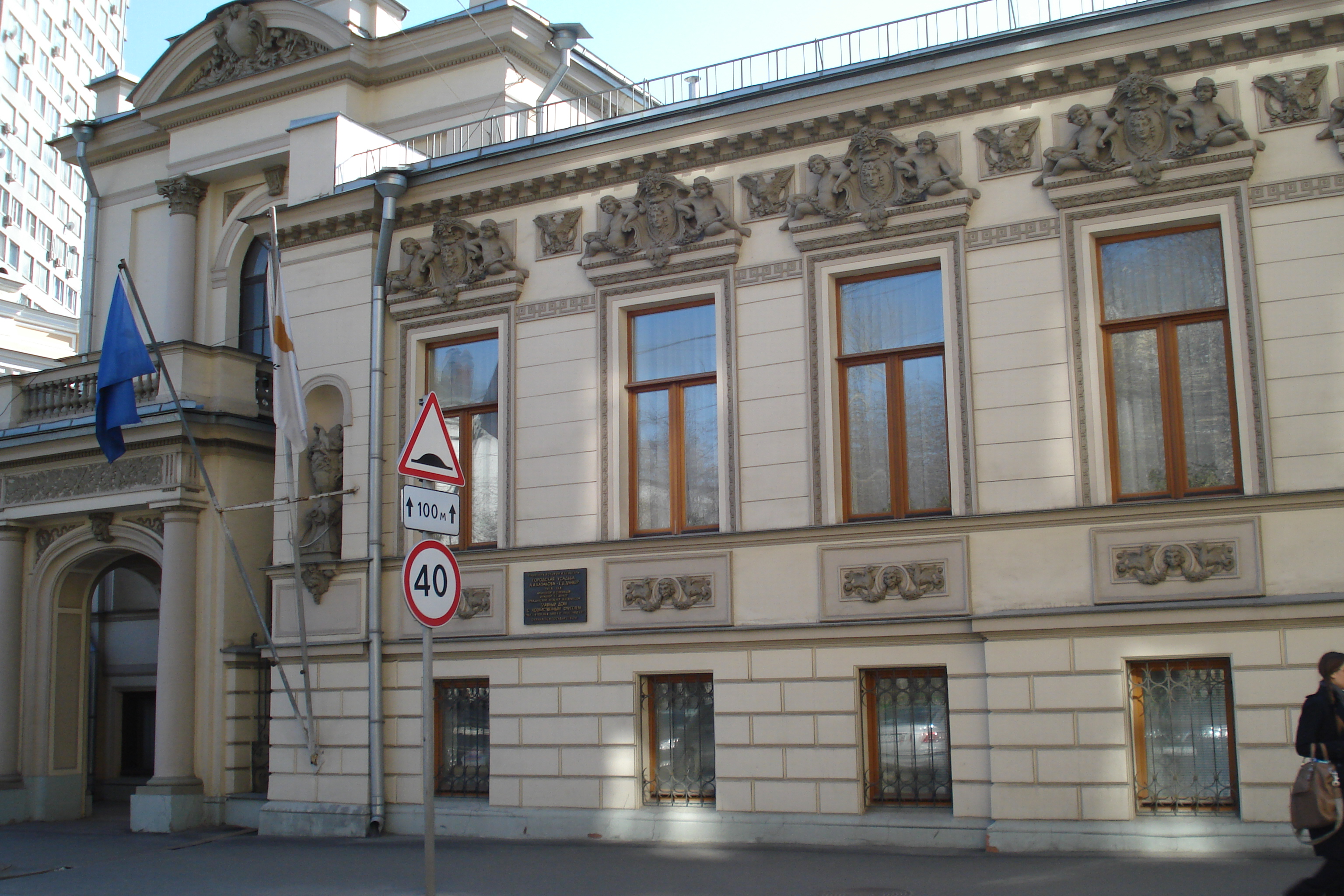
Посольство Кипра в Москве

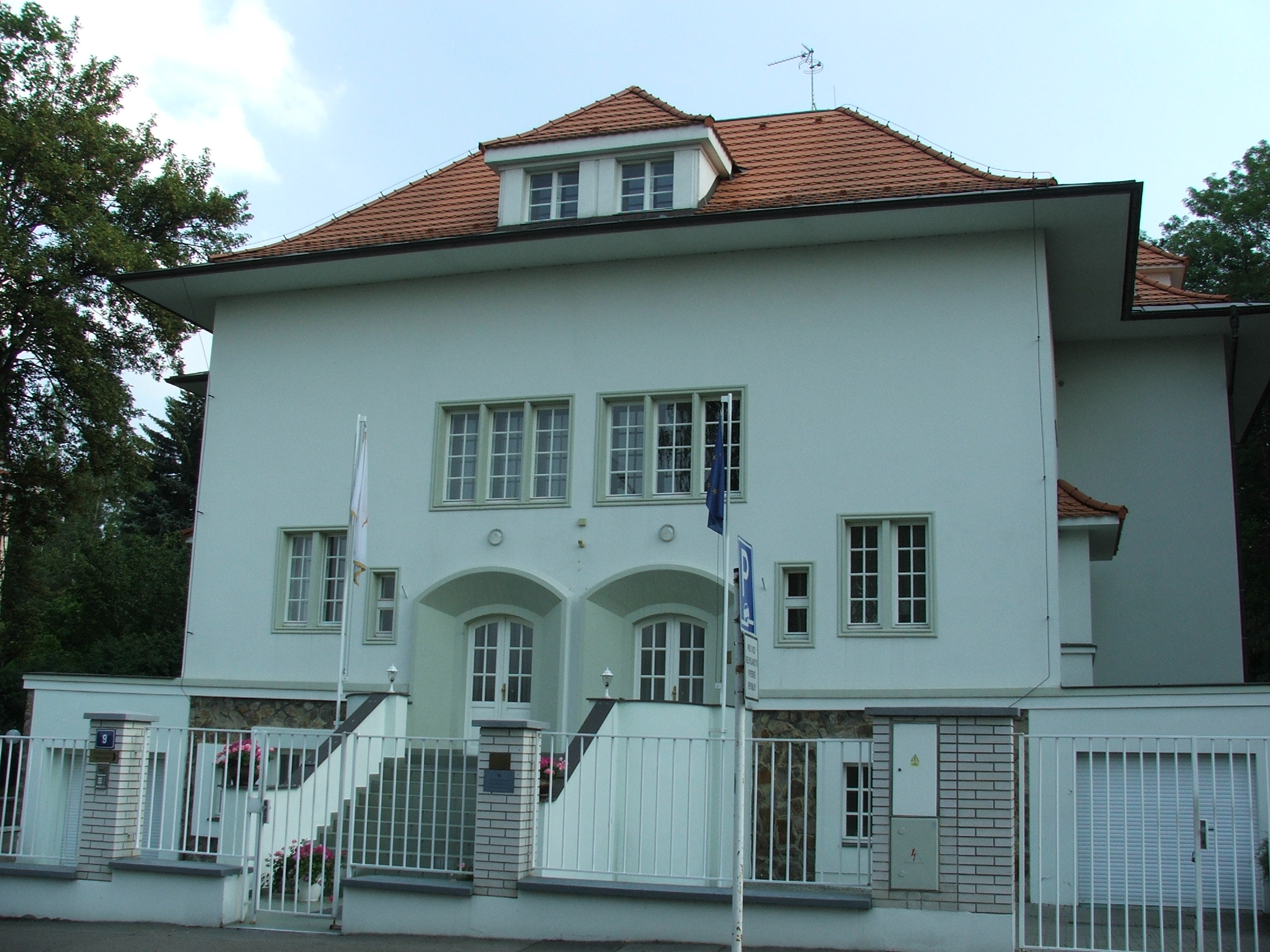
Посольство Кипра в Праге

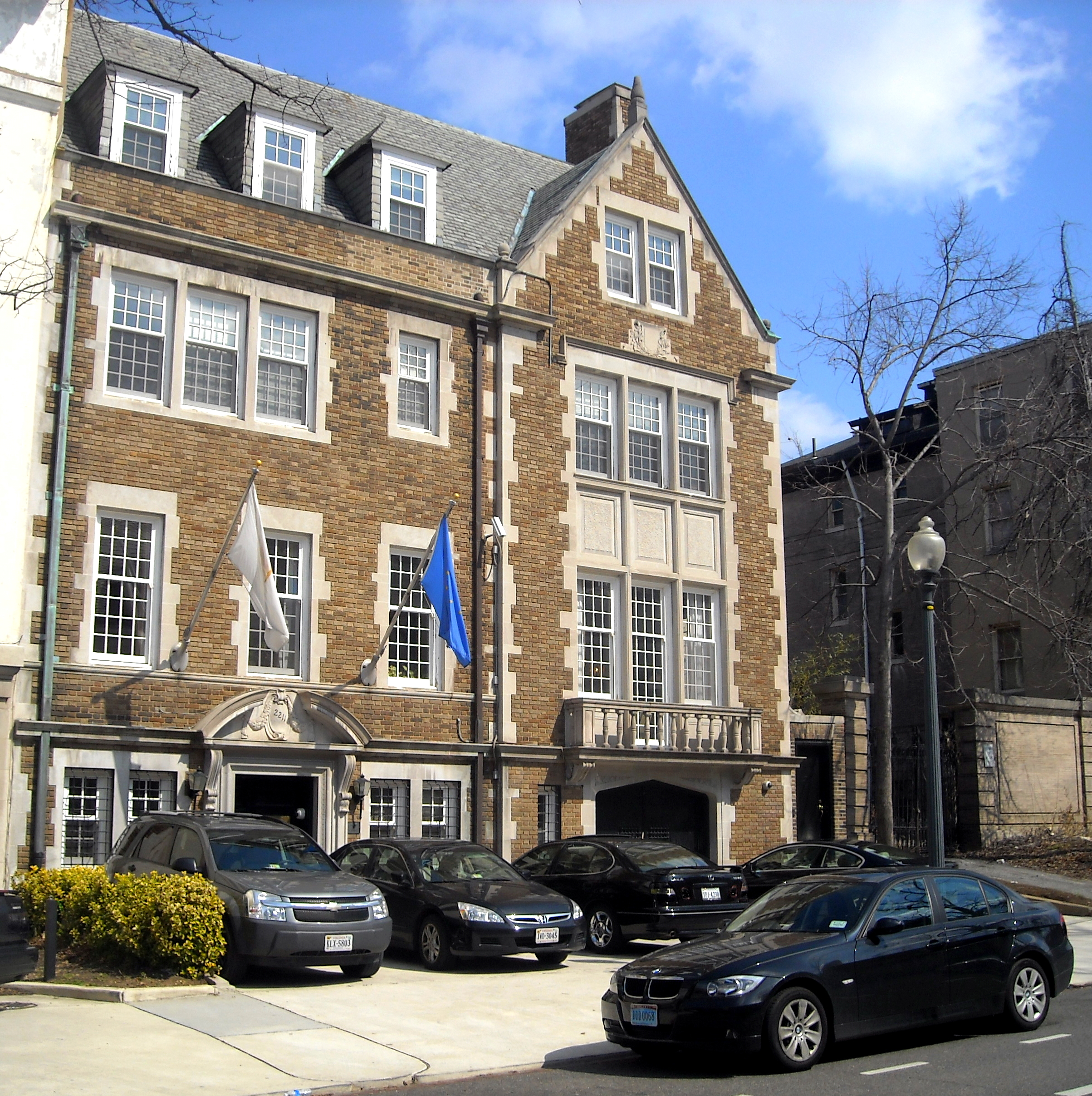
Посольство Кипра в Вашингтоне

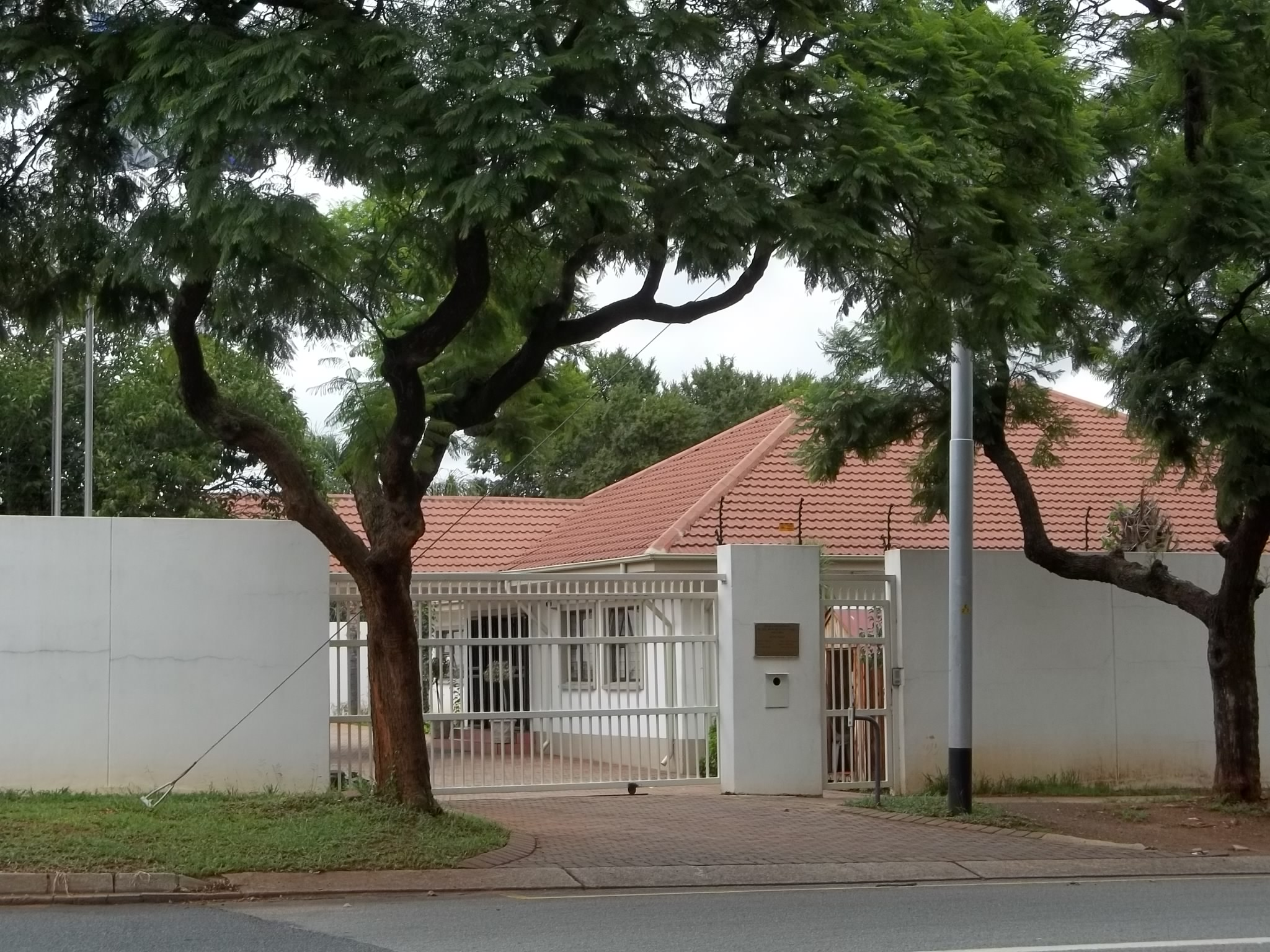
Высшее уполномоченное представительство Кипра в Претории

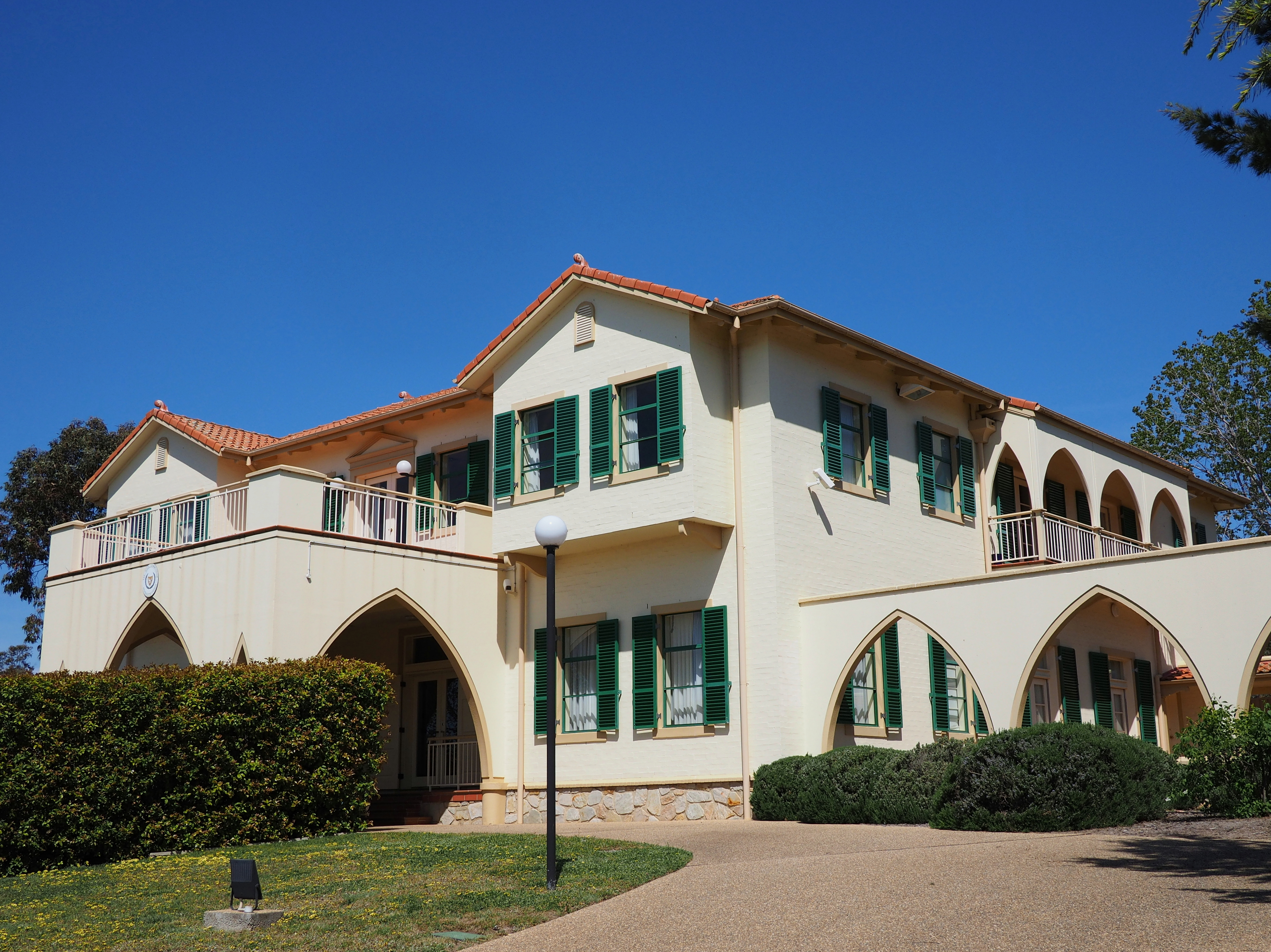
Высшее уполномоченное представительство Кипра в Канберре

  - Лондон (высшее уполномоченное представительство)
- Венгрия
  - Будапешт (посольство)
- Германия
  - Берлин (посольство)
  - Гамбург (генеральное консульство)
- Греция
  - Афины (посольство)
  - Салоники (генеральное консульство)
- Дания
  - Копенгаген (посольство)
- Ирландия
  - Дублин (посольство)
- Испания
  - Мадрид (посольство)
- Италия
  - Рим (посольство)
- Нидерланды
  - Гаага (посольство)
- Польша
  - Варшава (посольство)
- Португалия
  - Лиссабон (посольство)
- Россия
  - Москва (посольство)
- Румыния
  - Бухарест (посольство)
- Сербия
  - Белград (посольство)
- Словения
  - Любляна (посольство)
- Украина
  - Киев (посольство)
- Финляндия
  - Хельсинки (посольство)
- Франция
  - Париж (посольство)
- Чехия
  - Прага (посольство)
- Швеция
  - Стокгольм (посольство)

## Азия
- Израиль
  - Тель-Авив (посольство)
- Индия
  - Нью-Дели (генеральное консульство)
- Иордания
  - Амман (посольство)
- Иран
  - Тегеран (посольство)
- Катар
  - Доха (посольство)
- Китай
  - Пекин (посольство)
- Ливан
  - Бейрут (посольство)
- ОАЭ
  - Абу-Даби (посольство)
- Государство Палестина
  - Рамалла (представительство)
- Сирия
  - Дамаск (посольство)

## Америка
- Бразилия
  - Бразилиа (посольство)
- Канада
  - Торонто (генеральное консульство)
- Куба
  - Гавана (посольство)
- Мексика
  - Мехико (посольство)
- США
  - Вашингтон (посольство)
  - Нью-Йорк (генеральное консульство)

## Африка
- Египет
  - Каир (посольство)
- Кения
  - Найроби (высшее уполномоченное представительство)
- Ливия
  - Триполи (посольство)
- ЮАР
  - Претория (высшее уполномоченное представительство)

## Океания
- Австралия
  - Канберра (высшее уполномоченное представительство)

## Международные организации
- Брюссель (постоянное представительство при ЕС)
- Вена (постоянное представительство при ОБСЕ)
- Женева (постоянное представительство при ООН и других международных организациях)
- Лондон (постоянное представительство при ИМО)
- Нью-Йорк (постоянное представительство при ООН)
- Париж (постоянное представительство при ЮНЕСКО)
- Рим (постоянное представительство при ФАО)
- Страсбург (постоянное представительство при Совете Европы)